# 유보세
유보세(劉保世, ? ~ ?)는 전한 후기의 제후로, 창읍왕 유하의 손자이다.

## 행적
아버지 유대종의 뒤를 이어 해혼후(海昏侯)에 봉해졌다.
시호를 원(原)이라 하였고, 작위는 아들 유회읍이 이었다.

## 출전
- 반고, 《한서》 권15하 왕자후표 下

| 선대 아버지 해혼희후 유대종 | 전한의 해혼후 ? ~ ? | 후대 아들 유회읍 |